# Фоум-Лейк
Фоум-Лейк (англ. Foam Lake) — містечко у провінції Саскачеван, Канада з населенням 1123 станом на 2006 рік.
Розташоване приблизно за 220 км на південний схід від міста Саскатун.

## Історія
Поселення засновано у 1882 році Джошуа Мілліганом, англійським торговцем хутром; згодом заселене ісландцями, українцями та новоприбулими англомовними мешканцями. Офіційно зареєстроване як місто Фоум-Лейк у 1924 році. У 1926 р. Музей муніципальної спадщини Фоум-Лейк внесено в Канадський Реєстр Історичних Місць.
Одним з відомих родженців Фоум-Лейку — це професійний хокеїст Берні Федерко; інші відомі хокеїсти Фоум-Лейку: Пет Ілинюк, Денніс Полонич та Тед Гаргрівз. Таня Мілар відома у Фоум-Лейку тим, що стала наймолодшою і першою жінкою-диригентом Канадського симфонічного оркестру.
Серед етнічних груп містечка такі: українці (45,2%), англійці (21,2%), німці (12,0%), шотландці (11,6%), ісландці (8,0%).
Улітку 2006 року в Фоум-Лейк сталась трагедія: велику частину головної вулиці знищила пожежа. Перший вогонь знищив три підприємства і один житловий будинок: The Water Fountain, Sears Outlet, Backyard Studios, Dennis' Cafe та медичну клініку — та житловий будинок власника Dennis' Cafe. Другий вогонь зайнявся в одному із трьох елеваторів: перший елеватор згорів дотла та вогонь перекинувся на другий. Вогнеборцям-добровольцям вдалося загасити полум'я за допомогою двох бомбардувальників з водою та допомоги добровільних пожежників з сусідніх общин.
При середній школі Фоум-Лейку є команда з американського футболу (Foam Lake Panthers) і вона є дуже успішна. За останні п'ять сезонів, пантери чотири рази брали участь у обласному фіналі, вигравши двічі.
У місто різновид птахів та оленів приваблює спостерігачів та мисливців із усього світу.

## Галерея

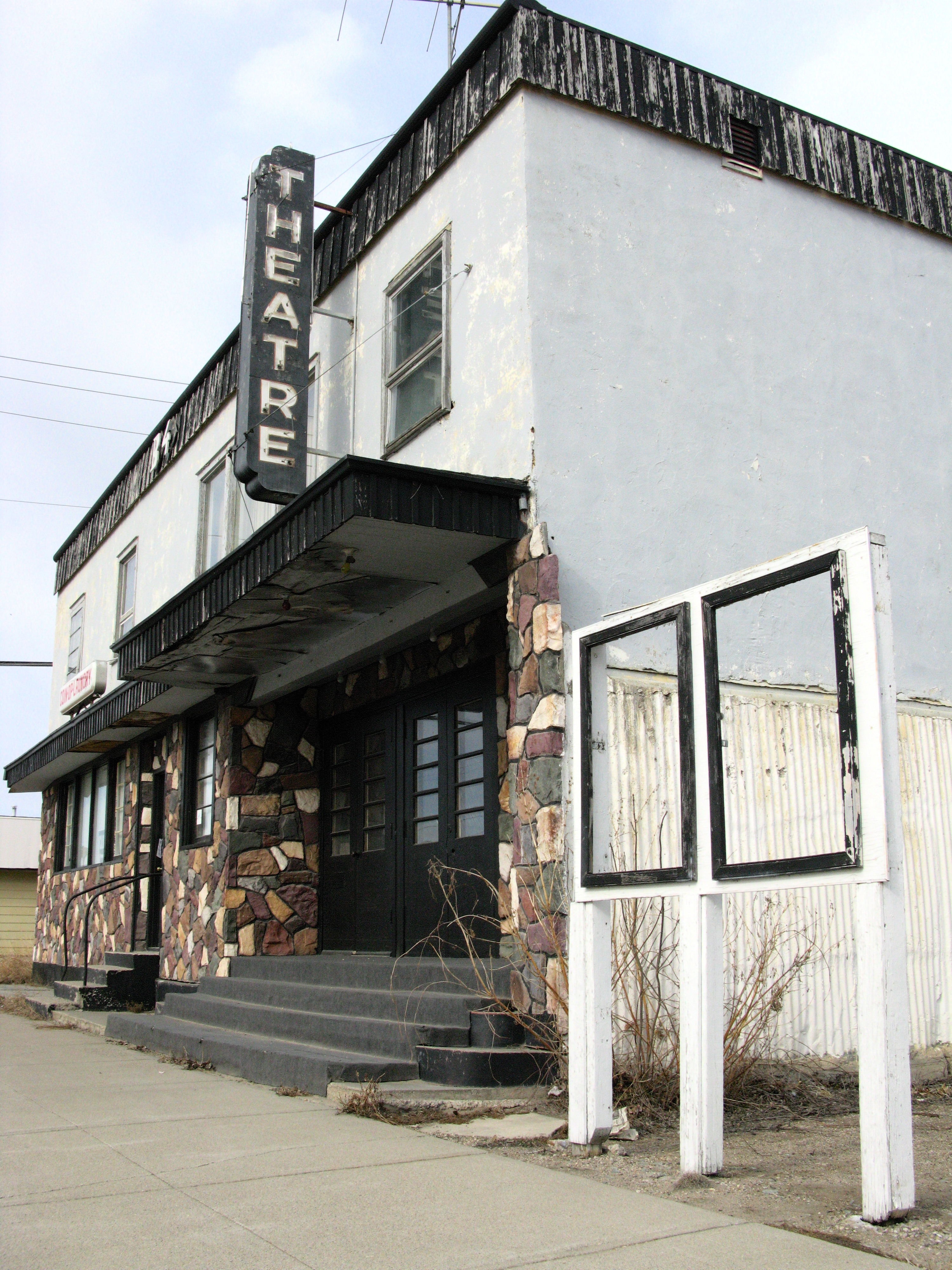
Театр
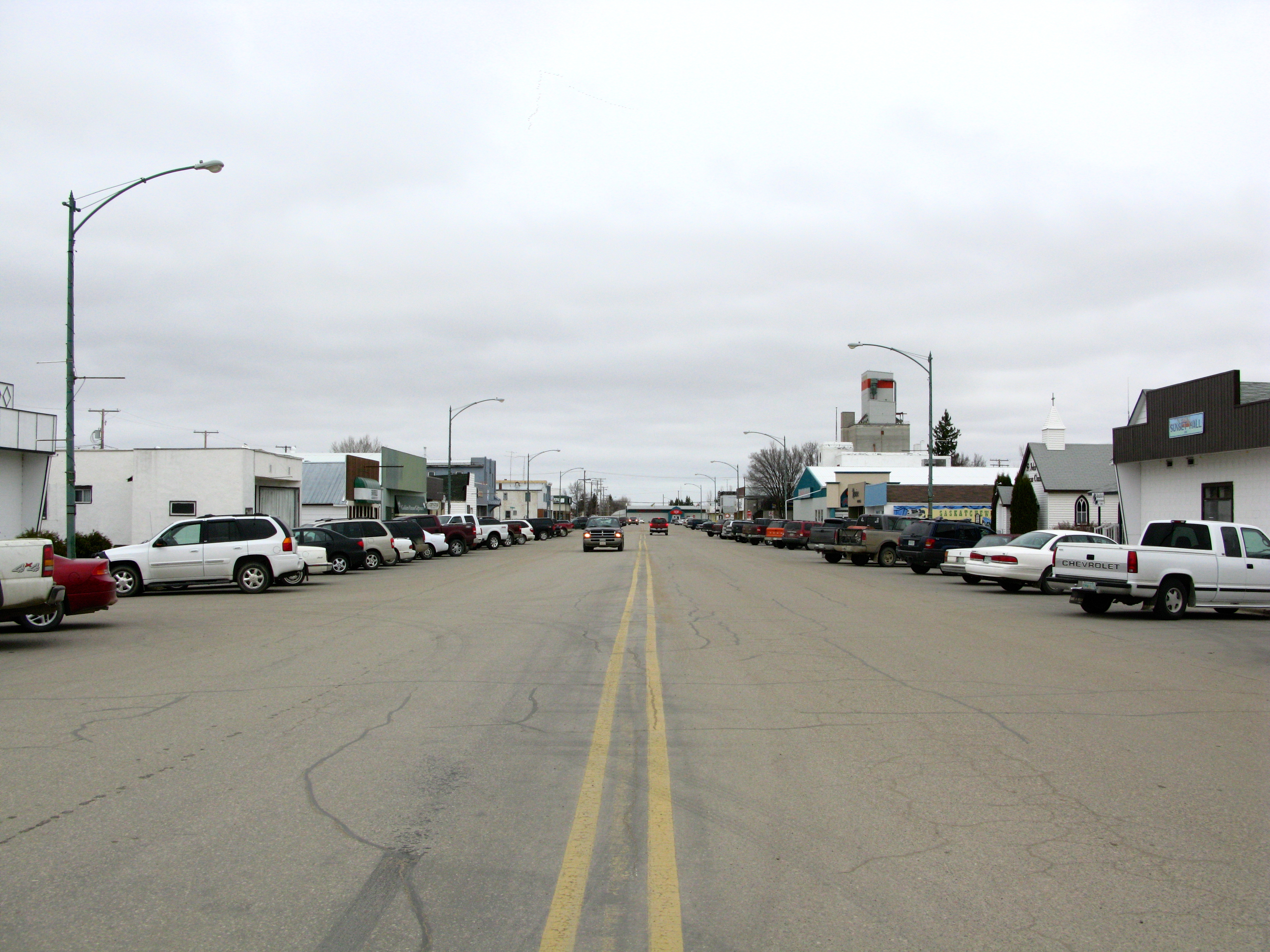
Мейн-стріт
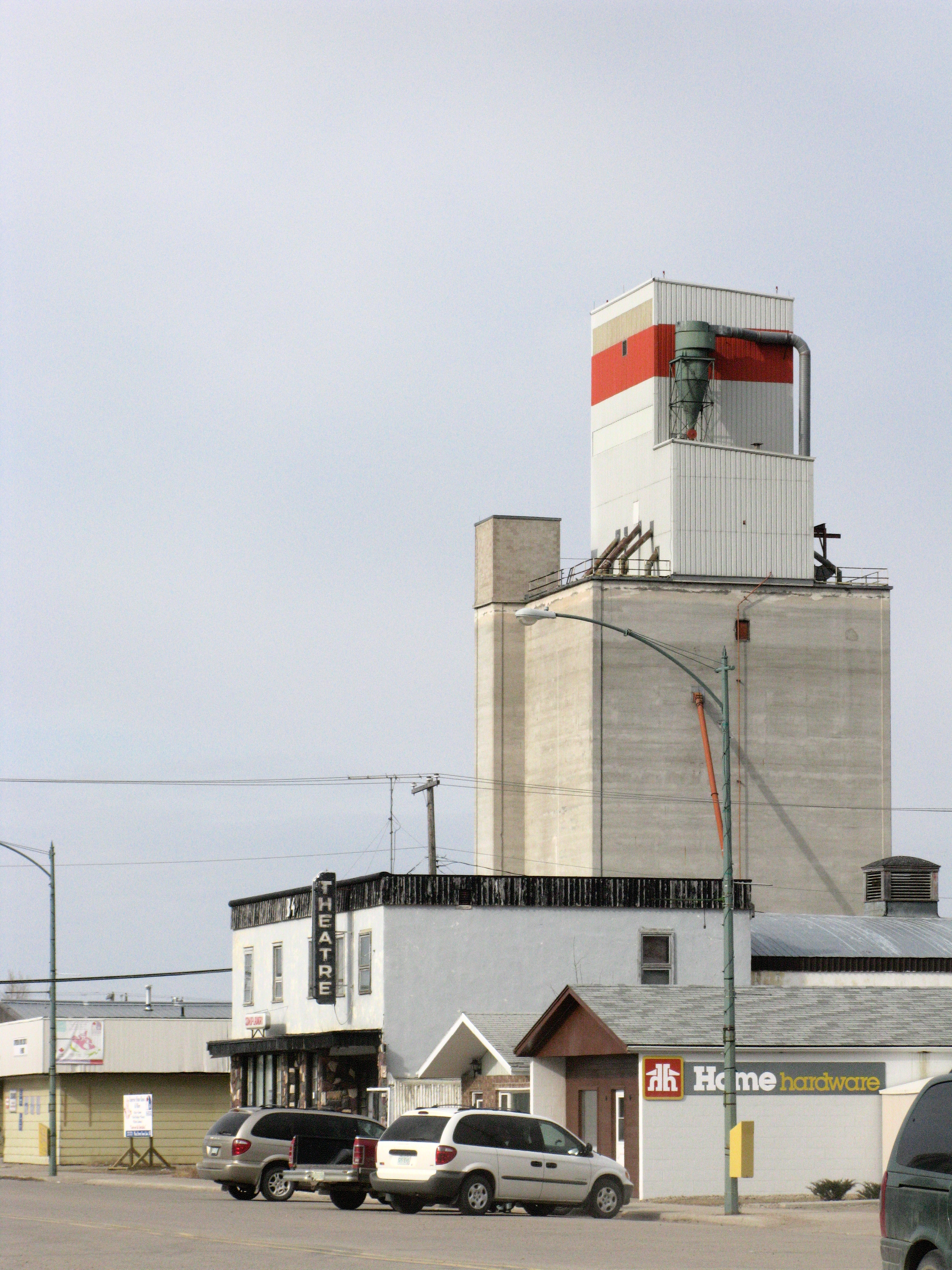
Елеватор